# Tjøme kommun
Tjøme kommun (norska: Tjøme kommune) var en tidigare kommun i Vestfold i Norge, den då sydligast belägna av kustkommunerna vid Oslofjordens västsida. Kommunen gränsade i väst mot Sandefjords kommun, i norr mot Nøtterøy kommun och i öst och syd mot fjorden.
Tjøme kommun bestod av de avlånga öarna Tjøme (12 kilometer lång, 24,5 km²) i norr, Brøtsø (eller Brøtsøy) (1,9 km²) och Hvasser (3,6 km²) i sydost. Öarna har broförbindelse med varandra. Det finns dessutom 475 andra större och mindre öar och holmar utan helårsbosättning, till exempel Sandø (1,1 km²) och semesterön Hudø (eller Hui). Längst söderut ligger Tristeinöarna med Færder fyr. Det räknas som Oslofjordens sydligaste ändpunkt.
Den 1 januari 2018 gick kommunen upp i den då nybildade Færders kommun.

## Naturförhållanden
Landskapet är kuperat med tydliga landskapsskillnader. Högsta punkt är Herkelås på 78 meter över havet. Berggrunden består av en djupbergart som används kommersiellt. Lösmassorna består av morän-, sand- och lerjord. Vid strandkanten är det lätt att hitta fossiler som blivit transporterade av isen.
Tjøme har stränder, våtmarker, skogar och kulturlandskap med en rik vegetation och flera olika arter. 

### Fågelliv
Tjømenaturen innehåller många olika fågelarter, bland annat rörsångare, sävsångare och sothönor. Andra arter är näktergal, kungsfågel, gärdsmyg, sparvuggla, större hackspettar, gröngöling, spillkråka och duvhök. Gravand, Norges största and, häckar i våtmarksområdet Kolabekkilen och kan observeras i stort antal. Där häckar också gråhägern. Andra sjöfåglar är bland annat strandskator och ejder. Det finns också en stor mängd måsar och andra, vanliga, arter.

### Djurliv
Av vilda djur på Tjøme finns bland annat älgar, rådjur, rävar, grävlingar och ekorrar. Dessutom finns minkar både i skogen och på holmar och skär. Även lodjur har blivit observerade vintertid. Tjøme är också känt för ett osedvanligt rikt insektsliv, många arter har för första gången upptäckts här i Norge och många är än idag bara kända på Tjøme. På ett litet område i den södra delen av kommunen blev runt två tredjedelar av alla sommarfågelarter kända från Norge funna här, och Tjøme är också rikt på nyckelpigor och tvåvingar. Speciellt Sandø, Hvasser och utmarksområdet Moutmarka i den södra änden av Tjøme är känt för sin rika insektsfauna.

### Friområden
I samarbete med Oslofjordens Friluftsråd har Tjøme kommun säkrat 4 km² (omkring 12% av kommunens area) som friområden. Detta är friluftsområden som är öppna för alla. Det gäller populära platser som Moutmarka, Mostranda och Verdens ende, flera stränder på Hvasser, samt en rad öar.

## Historia
Då det upptill 3 000 meter tjocka islagret började smälta efter sista istiden för tiotusen år sedan började Tjømelandet resa sig från havet. Havet stod därför 50 meter högre för 5-6000 år sedan än det gör nu, och 10 meter högre än omkring år 2000 f.Kr.. Från denna tiden finns flera stenåldersfynd, högst sannolikt från fiskare. Det finns dock inga säkra bevis på fast bosättning före vikingatiden.
Snorre Sturlasson berättar i sina kungasagor att kung Sverre Sigurdsson rodde genom Grindholmasundet norr om Tjøme på jakt efter baglerne år 1201. År 1718 var Peder Tordenskjold i Sandøsund på Hvasser med örlogsfartyget Lolland. Härifrån seglade han vidare till danska kungen med besked om att den svenska kungen Karl XII hade avlidit.
Skeppsfrakt, sälfångst, valfångst, lotsning och fiske gjorde Tjøme mer välmående än de fattiga jordbruksbygderna i övriga Vestfold. På 1700-talet växte dessutom skeppsvarven i ösamhället och det uppstod allt eftersom rederier och segelskepp.
Omkring 1900 började Tjøme att bli en populär utflyktsplats för så kallade badgäster från huvudstaden. De bodde hos privatpersoner och skaffade sig senare egna fritidsbostäder. Flera pensionat och hotell etablerades under denna tid.
Tjøme var från början ett annex till Nøtterøy, men blev ett eget pastorat 1872. Tjøme var en egen kommun 1837-2017.

## "Badgäster"
På grund av det behagliga klimatet, den idylliska naturen och närheten till flera städer på Østlandet kommer varje sommar ett stort antal turister till Tjøme. Många är rika familjer från trakten runt Oslo, de har omkring en timmes bilfärd till Tjøme. Tjømlingarna kallar vanligtvis dessa besökare för badgäster. Under sommarmånaderna ökar invånarantalet på öarna från runt 4 500 till över 30 000, något kommunens företagare och hantverkare lever gott på. Samtidigt orsakar sommargästerna långa köer i butikerna och köer på de smala vägarna.

### Privata stugor
Dåvarande Tjøme kommun hade fler privata fritidsbostäder (cirka 2 600) än helårsbostäder (cirka 1 800). Stugorna ligger ofta mellan vanliga hus, och fastigheterna täcker stora strandområden. Genomsnittspriset för de 52 stugor som såldes år 2004 var 3,4 miljoner norska kronor, däribland Vestfolds dyraste fritidsegendom på 20 miljoner kronor. Tjøme var därmed den dyraste stugkommunen i landet. För att undgå tomma hus utanför sommarsäsongen, har så kallad "boplikt" rått vid köp av helårsbostad i kommunen. Det har emellertid varit politisk oenighet om stug- och strandbostadspolitiken. En helårsbostad i form av stuga ökar snabbt i värde.
Norska kungahuset har en privat semesterplats på Mågerø. Av säkerhetsskäl ligger denna på militärt område.

### Andra turist- och semesterställen
Tjøme har också Havna hotell, stuguthyrning, campingplatser, pensionat och restauranger. I Tjøme centrum finns en liten, men idyllisk, golfbana med nio hål anlagd år 1991. På ön Hudøy (även Hudø eller Hui) rakt väster om Tjøme finns ett sommarkollo för missbrukarfamiljers barn från Oslo. Kollot drevs förut av Oslo kommun, därefter samarbetade kommunen med Kirkens bymisjon i Oslo. På Eidene driver Röda korset kurs- och aktivitetscenter hela året. Eidene senter har långa traditioner, bland annat som hem för nervösa barn före kriget. Centret är idag öppet för alla, men äldre och funktionshindrade prioriteras.

## Kultur

### Namnet
Namnet Tjøme kommer troligtvis från det fornnordiska Tjúma som kommer från "taumr", något som kan ha med öns avlånga form att göra.

### Kyrkobyggen och monument
I Tjøme centrum ligger Tjøme kyrka, en stenkyrka från 1867. Den innehåller föremål från en äldre medeltida kyrka som revs, ett medeltida krucifix, barock altartavla och predikstol. På Hvasser ligger Hvasser kirke från 1902. 100 meter öster om Rød gård står Finn-Henrik Bodvins ekträmonument över Tjømediktaren Alf Larsen, rest år 1985 och inspirerad av Larsens dikt om öns ekskog som inte längre finns. Inte långt från fyren på Verdens ende finns den omstridda skulpturen Sjømannshustruen från 2004 av Nina Nesje, och i Sandøsund står Ståle Kalviks Brottet från 2005. Av andra monument kan en bautasten vid Tjøme kyrka nämnas.

### Tusenårsplats

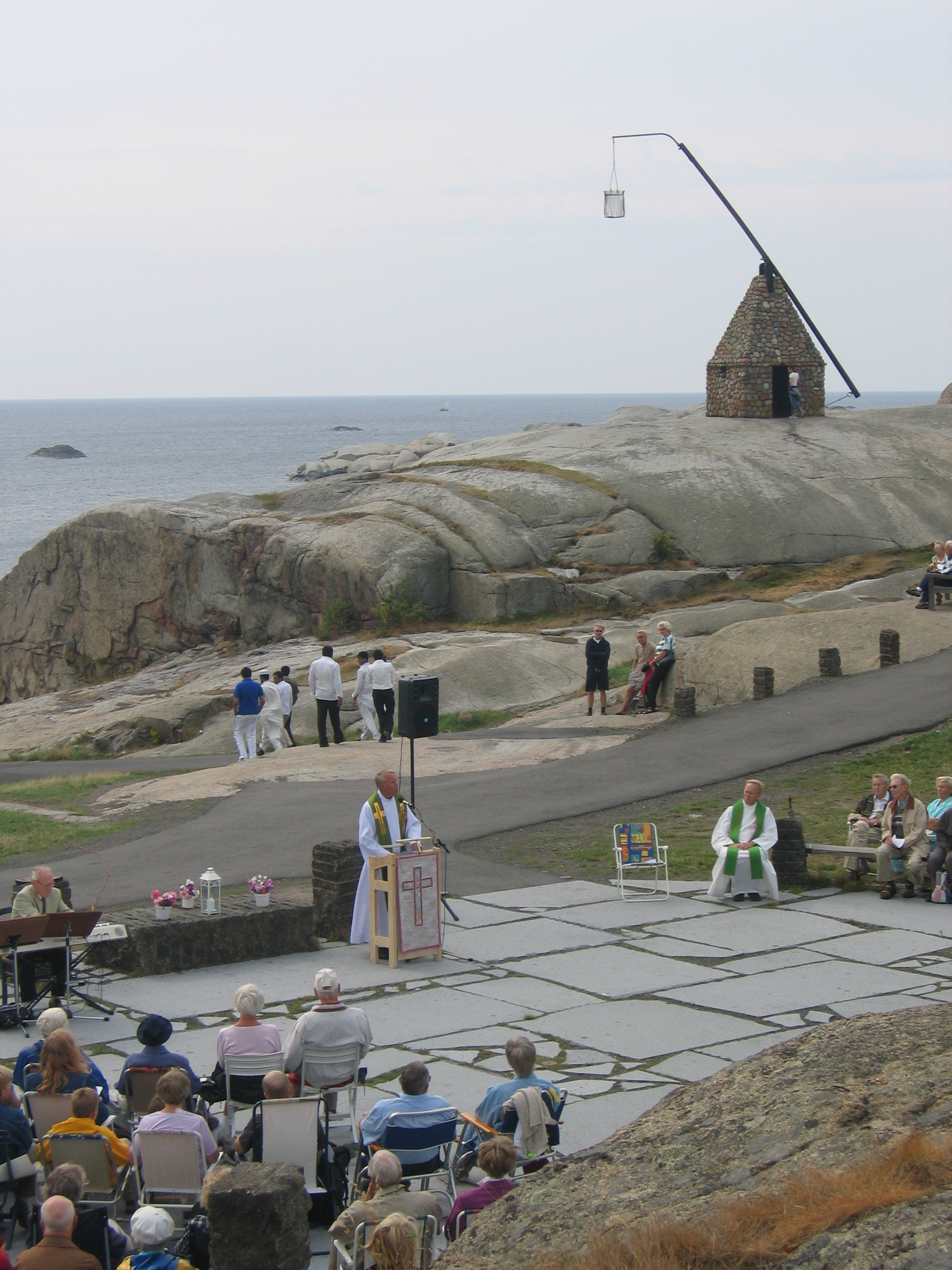
Tusenårsplatsen på Verdens ende

Tjøme kommuns tusenårssted var en enkel, cirkelformad, plats på Verdens ende, en plats med historisk förankring och ett av fylkets mest populära områden.
Själva platsen är formad som en cirkel, med stenar och omgiven av bjälkar i helträ som är förankrade i stenblock och fungerar som bänkar. Naturen runt är bibehållen med en försiktig försköning, stigen från parkeringsplatsen är upparbetad till en naturlig plats för utforskning, lek och upplevelse, och platsen har blivit en ny arena för konst, kultur och folkliga arrangemang. Planerna för tusenårsplatsen blev utarbetade av Marianne Leisner och omfattade också att mejsla in korta, poetiska, texter på stenarna som moderna hällristningar och uttryck för respekt för forntiden och tro på framtiden.

### Tjømesången
Diktaren och tjømlingen Alf Larsen skrev Tjømø-sangen. Den sjungs som öns nationalsång. Melodin skrevs av Åge Myklegård, organist i Tønsberg.

### Tjøme idag
- Tjøme kommune
- Detaljerad statistik för Tjøme
- Været og vippefyret på Verdens ende, webbkamera
- På gång i Tjøme
- Kultur i Tjøme på karta
- Zoombart satellitfoto över Nøtterøy och Tjøme
- Temperaturer i Tjøme

### Nyheter
- Nyheter frå Tjøme och Nøtterøy i tidningen Øyene
- Tønsbergs Blads Tjømenyheter

### Historik och annat
- En fyllig samling historiska skrifter
- Om historisk kustkultur i Vestfold
- Tjømeförfattere
- Historiska fotografier från Tjøme